# Ophiochiton bispinosus
Ophiochiton bispinosus is een slangster uit de familie Ophiochitonidae.
De wetenschappelijke naam van de soort werd in 1904 gepubliceerd door René Koehler.